# 이윤명 (1884년)
이윤명(李潤明, 1884년 4월 14일 ~ 1909년 12월 30일)은 대한민국의 독립운동가이며 구한말의 의병장이다. 양반가 출신 의병장으로 본관은 우계(羽溪)이며 다른 이름은 경학(敬學) 자(字)는 동하(東廈)이다. 강원도 울진군 북면 주인리에서 태어났으며, 이수형의 후손이었다.

## 생애

### 생애 초기
이윤명은 1884년 4월 14일 울진군에서 가선대부를 지낸 이태진(李泰鎭)의 아들로 출생하였다. 어렸을 때 기품이 비범하고 총명 하여 일찍이 한학을 수학하였다. 그는 조선 단종 때의 문신 도촌 이수형의 후손으로 그의 셋째 아들 전설서별좌 이양근의 13대 손이었다.

### 의병 활동
1906년(광무 8년) 전국 각 지에서 의병이 봉기하였다. 이때 신돌석(申乭石) 의병장이 경북 영덕과 울진지방에서 창의, 거병할 때 신돌석의 의병진에 참가하여 신돌석 부대의 군영장(軍令將)으로 활약하였고, 1907년 2월에 신돌석 부대와 성익현(成益鉉) 부대가 합세하여 일본군을 공격할 때 이윤명은 경북 영해, 영덕, 강원도 울진, 삼척 등지로 이동하며 활약하였다. 1908년 성익현 부대가 많은 사상자를 내고 대패하자 남은 의병을 데리고 정경태 의병진으로 이동하여 활동하였으며 정경태 부대의 포군이 되었다.

### 체포와 최후
1908년(융희 2년) 흥부 칠보산에서 일본 헌병과 교전하였으며 정경태 의병부대를 따라 울진으로 이동하였다. 정경태 의병부대의 포군으로 울진에서 교전중 정경태 부대는 130여명의 전사자를 냈고, 이동하던 중 1908년 8월에 삼척군 기곡에서 일본군과 교전하였다. 그러나 전투 중 패배하여 일본 헌병에게 체포되어 대구 형무소에 수감되어 옥고를 받았다. 1909년 12월 30일 옥중에서 사형당했다.

## 사후
- 울진군 북면 주인리 수태곡(水胎谷) 경좌(庚坐)에 안장되었다.
- 대한민국 정부는 그를 독립 유공자로 1983년 8월 31일 대통령표창을 하였다.
- 대한민국 정부는 그의 공훈을 기려 1990년 12월 25일 건국훈장 애족장을 추서하였다.[2]
- 1995년 대전현충원 애국지사 제2묘역으로 이장되었다.

## 가계
- 아버지:이태진(1851년 2월 22일~1931년 8월 7일)
- 어머니:삼척김씨(1849년 12월 24일~1915년 3월 3일), 통정대부 김흥세의 딸

## 같이 보기
- 이수형
- 이여빈

## 참고 문헌
- <<울진군지>>(울진군지편찬위원회, 2001)